# Barilović
Barilović is een gemeente in de Kroatische provincie Karlovac.
Barilović telt 3095 inwoners (2001). De oppervlakte bedraagt 175,50 km², de bevolkingsdichtheid is 17,6 inwoners per km².

## Plaatsen in de gemeente
- Banjsko Selo - 146 inwoners (2001)
- Barilović - 307
- Belaj - 154
- Belajske Poljice - 580
- Belajski Malinci - 39
- Carevo Selo - 42
- Cerovac Barilovićki - 145
- Donja Perjasica - 14
- Donji Skrad - 12
- Donji Velemerić - 149
- Gaćeško Selo - 6
- Gornji Poloj - 0
- Gornji Velemerić - 109
- Kestenak - 7
- Koranska Strana - 13
- Koranski Brijeg - 68
- Koransko Selo - 33
- Kosijersko Selo - 33
- Križ Koranski - 49
- Leskovac Barilovićki - 147
- Lučica - 40
- Mala Kosa - 6
- Mali Kozinac - 27
- Marlovac - 12
- Maurovići - 13
- Miloševac - 14
- Mrežnica - 0
- Novi Dol - 0
- Novo Selo Perjasičko - 2
- Orijevac - 6
- Perjasica - 34
- Podvožić - 279
- Ponorac Perjasički - 20
- Potplaninsko Selo - 8
- Siča - 171
- Srednji Poloj - 14
- Svojić - 23
- Šćulac - 152
- Štirkovac - 7
- Točak Perjasički - 8
- Veliki Kozinac - 31
- Vijenac Barilovićki - 93
- Zinajevac - 3
- Žabljak - 79

Steden (gradovi): Karlovac · Duga Resa · Ogulin · Ozalj · Slunj

Gemeenten (općine): Barilović · Bosiljevo · Cetingrad · Draganić · Generalski Stol · Josipdol · Kamanje · Krnjak · Lasinja · Netretić · Plaški · Rakovica · Ribnik · Saborsko · Tounj · Vojnić · Žakanje